# 임봉초등학교
임봉초등학교는 대한민국 경상북도 구미시 산동면 봉산리 임봉길 51-8에 있었던 초등학교이다.

## 학교 연혁
- 1949년 9월 2일 : 임봉국민학교 개교
- 1959년 10월 9일 : 정규교실 8실 준공
- 1985년 3월 13일 : 병설유치원 개원
- 1996년 3월 1일 : 임봉초등학교로 개칭
- 1998년 12월 23일 : 경상북도 장학 최우수교 표창 수상
- 2011년 2월 18일 : 구미경제자유구역 부지로 편입됨에 따라 59회 졸업식을 마지막으로 인근 초등학교와 통폐합